# Gruppo Arena
La Fratelli Arena S.r.l., meglio nota come Gruppo Arena, è un'azienda italiana a conduzione familiare che opera nel settore della grande distribuzione organizzata, con sede a Catania. Fa parte del Gruppo VéGé.

## Storia
L'azienda viene fondata nel 1976 a Valguarnera Caropepe, in provincia di Enna, da parte dei fratelli Cristofero e Gioacchino Arena, con un ingrosso di prodotti alimentari e due punti vendita al dettaglio. Nel 1986, apre ad Enna il primo centro commerciale sotto l'insegna Standa. In seguito la ditta si associa ad altre catene nazionali della GDO, quali SISA (1991) e poi Sidis (1997), ed apre altri punti vendita nelle altre province siciliane.
Nel 2010 l'azienda rileva due ipermercati Carrefour da GDM S.p.A. a Castrofilippo, in provincia di Agrigento, presso il Centro Commerciale "Le Vigne", e a San Cataldo, in provincia di Caltanissetta, presso il Centro Commerciale "Il Casale", trasformandoli in Superstore Sidis.
Nel 2014 avvia la partnership con Multicedi S.r.l., e la Fratelli Arena diventa esclusivista per la Sicilia della catena di supermercati Decò. Contestualmente i due Superstore Sidis acquisiti nel 2010 passano sotto il marchio IperConveniente. Assieme alla stessa Multicedi, nel 2016 entra a far parte del Gruppo VéGé.
Nel 2017 il Gruppo lancia, a Catania, la formula Gourmet nella storica location di via. G. D'Annunzio. 
Nel 2019, il Gruppo Arena rileva 12 supermercati e ipermercati dal Gruppo Abate, tra cui l'ipermercato IperFamila presente all'interno del centro commerciale Etnapolis di Valcorrente, in provincia di Catania.
Nel luglio 2019, i 33 punti vendita siciliani Simply Market - Gruppo Auchan passano al Gruppo Arena, cedendone poi 14 a New Fdm srl - Gruppo Radenza (insegna Coop). Inoltre, passano al gruppo anche i 10 punti vendita siciliani Spaccio Alimentare del Gruppo Cambria.
Nel 2020, Multicedi e Gruppo Arena creano la società consortile denominata Decò Italia con sede a Milano, in cui la partecipazione dei due soci è paritetica. La nuova società nasce con l'obiettivo di sviluppare e gestire tutto il Mondo delle Marche Private per gli oltre 700 punti vendita dei 2 gruppi e di espandere la presenza dell'insegna Decò su tutto il territorio nazionale.

## Informazioni e dati
La Fratelli Arena S.r.l. è la maggiore azienda siciliana del settore della grande distribuzione organizzata. Nell'isola detiene una quota di mercato del 26,9% nel settore della GDO.
Il Gruppo Arena, guidato dall'Amministratore Delegato e Direttore Generale Cav. Lav. Giovanni Arena, impiega più di 3.300 addetti, conta 196 punti vendita presenti in tutte le province siciliane e in quella di Reggio Calabria, ed opera con le insegne Iperstore Decò, Superstore Decò, Maxistore Decò, Supermercati Decò, Gourmet Decò, Local Decò e SuperConveniente.
Nel 2023, l'azienda siciliana ha realizzato un fatturato di 1.156,7 milioni di euro e un EBITDA di 71,7 milioni.

## Sponsorizzazioni
Il Gruppo Arena è main sponsor del Calcio Catania, che milita in Serie C, con il marchio SuperConveniente, del Palermo Football Club, che milita in Serie B con il marchio Decò.